# Leszno
Pour les articles homonymes, voir Leszno (homonymie).
Leszno (prononcé en polonais : /ˈlɛʂnɔ/  ; en allemand : Lissa) est une ville de la voïvodie de Grande-Pologne, dans l'ouest de la Pologne. Elle est le chef-lieu du powiat de Leszno, même si elle ne fait pas partie de son territoire – la ville constitue un powiat à elle seule. Avec une population 63 505 habitants en 2019, Leszno est la cinquième ville la plus peuplée de la voïvodie.

## Géographie

### Généralités
Leszno est située au sud-ouest de la Pologne. La ville se trouve aux confins de la région historique de Grande-Pologne, proche de la Silésie au sud. Hormis en ville, le paysage est à dominante agricole. On note tout de même la présence de quelques bois.

### Situation
Leszno est située sur l'axe ferroviaire Poznań (80 km) – Wrocław (100 km) et est également proche de l'Allemagne et de la Tchéquie. La ville est aussi à assez courte distance des principales villes étrangères : 
- 200 km de Cottbus (Allemagne)
- 220 km de Liberec (Tchéquie)
- 270 km de Dresde  (Allemagne)
- 320 km de Berlin  (Allemagne)

### Quartiers
En plus du centre-ville, le territoire communal comprend 8 localités :
| - Gronowo - Grzybowo - Leszczynko - Nowe Miasto | - Podwale - Przylesie - Zaborowo - Zatorze |

## Histoire
Le lieu de Lesczno est mentionné pour la première fois en 1393. La commune situé dans le droyaume de Pologne des Jagellons est alors la propriété de Stefan z Karnina du clan Wieniawa. La famille adopte le patronyme de Leszczynski, du nom de sa succession, selon la coutume médiévale de la noblesse polonaise. L'église paroissiale était consacrée à Saint Nicolas. 

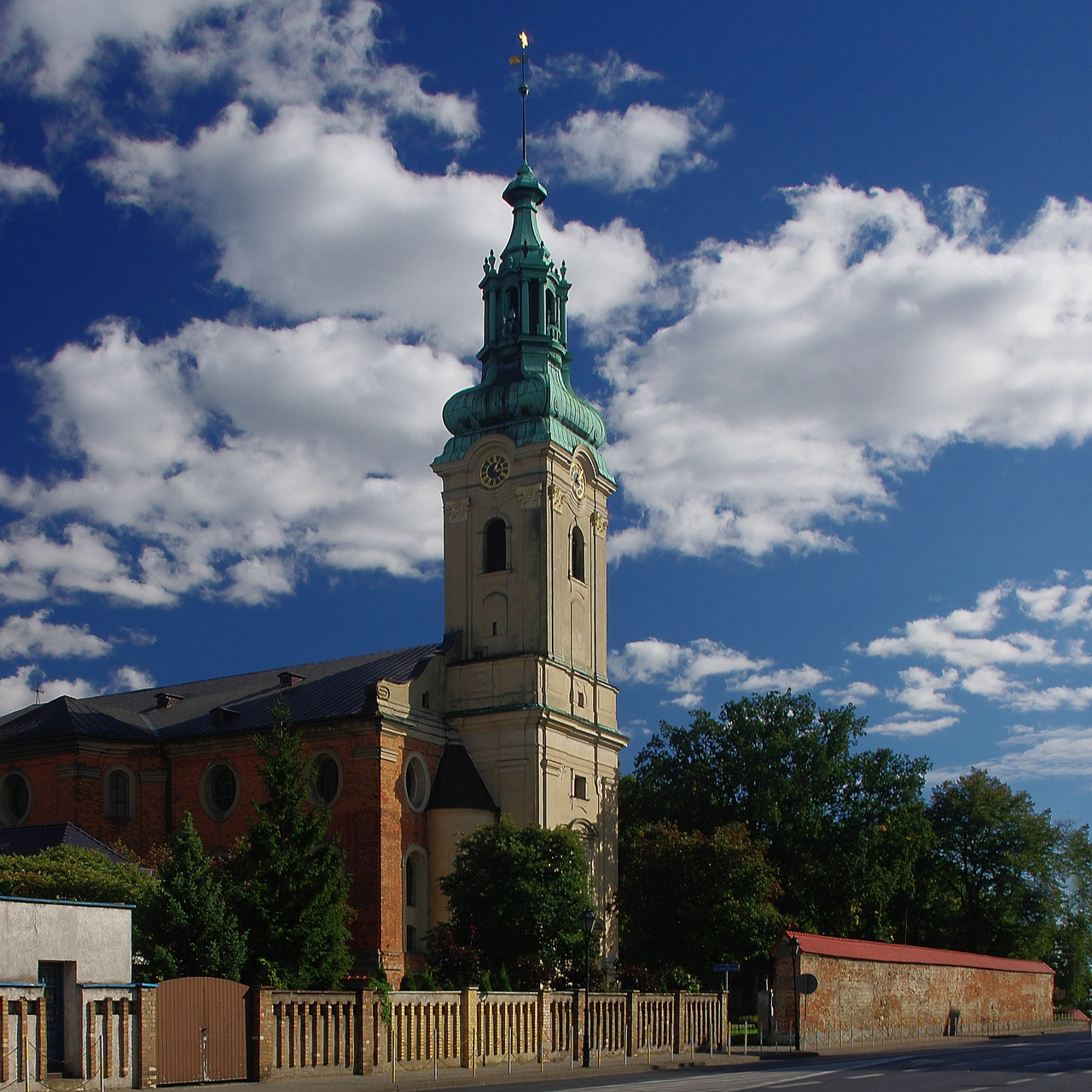
L'église Sainte-Croix.

Dans le début du XVIe siècle une communauté protestante de l'Unité des Frères de Bohême réfugiés, s'installe dans Leszno, invités par la famille Leszczynski, qui s'est élevée depuis 1473 au titre de comtes impériaux et s'est converti au calvinisme. L'arrivée des protestants de Bohême, ainsi que de tisserands de Silésie aide la colonie à de se développer. Celle-ci devient une ville en 1547, grâce à un privilège accordé par le roi Sigismond le Vieux. Leszno est alors le plus grand centre d'impression en Pologne grâce à l'activité de la communauté protestante, dont le nombre a augmenté en raison de l'afflux de réfugiés allemands de Silésie pendant la guerre de Trente Ans. À l'époque l'université est dirigée par Jan Amos Comenius (connu en anglais comme Comenius), un professeur originaire de Moravie, évêque de l'Unité des Frères. De 1638 à sa mort en 1647, Johann Heermann, un poète de langue allemande, vit à Leszno. Entre 1636 et 1639, la ville devient fortifiée et sa superficie augmente. L'âge d'or de Leszno se termine par un grand incendie en 1655. Pendant la grande guerre du Nord la ville est incendiée à nouveau en 1707 par les Russes. La peste touche la ville en 1709. La famille Leszczynski reste propriétaire de la ville jusqu'en 1738, quand le roi Stanislas Leszczynski doit la vendre après sa seconde abdication.
Durant le deuxième partage de la Pologne en 1793, Leszno est annexée par la Prusse et devient une partie du district de Posen au sein du grand-duché de Posen à partir de 1815, puis de la province de Posnanie, dans l'arrondissement de Fraustadt jusqu'en 1887 puis dans l'arrondissement de Lissa. Durant l'insurrection de Grande-Pologne de 1848, la ville a demandé l'inclusion dans la Confédération germanique en adhérant à la Silésie prussienne. Après la Première Guerre mondiale et l’insurrection de Grande-Pologne de 1918-1919, elle retourne à la République de Pologne par le traité de Versailles en 1920. La population germanophone acquiert alors la citoyenneté polonaise. Au cours de l'invasion de la Pologne en 1939, la ville est annexée par l'Allemagne nazie et incorporée dans le Reichsgau Wartheland. La population polonaise est forcée d'obéir au Gouvernement général de Pologne. La plupart de la population juive de la ville (qui, dans son histoire comprend des rabbins célèbres comme Leo Baeck et Jacob de Lissa, ainsi que l'écrivain juif polonais Ludwig Kalisch) et des Polonais non-juifs sont assassinés par les Einsatzgruppen nazis. Au printamps 1945, l'Armée rouge occupe la ville. Après la défaite de l'Allemagne elle retourne à la Pologne et la population germanophone fut expulsée.
Après la guerre, la ville connaît une période de développement rapide surtout entre 1975 et 1998 quand elle est le siège de la voïvodie de Leszno. Entre 1990 et 1998 le maire de la ville est Edward Szczucki (pl), durant deux mandats. En 2000, la ville reçoit "L'étoile d'or du jumelage de villes" décerné par la Commission européenne.

## Monuments
- Église Sainte-Croix construite selon des plans de Giovanni Catenazzi (pl) et Pompeo Ferrari, achevée en 1715 ;
- Hôtel de ville par Ferrari

## Sport
- Unia Leszno
- Tęcza Leszno

## Jumelages

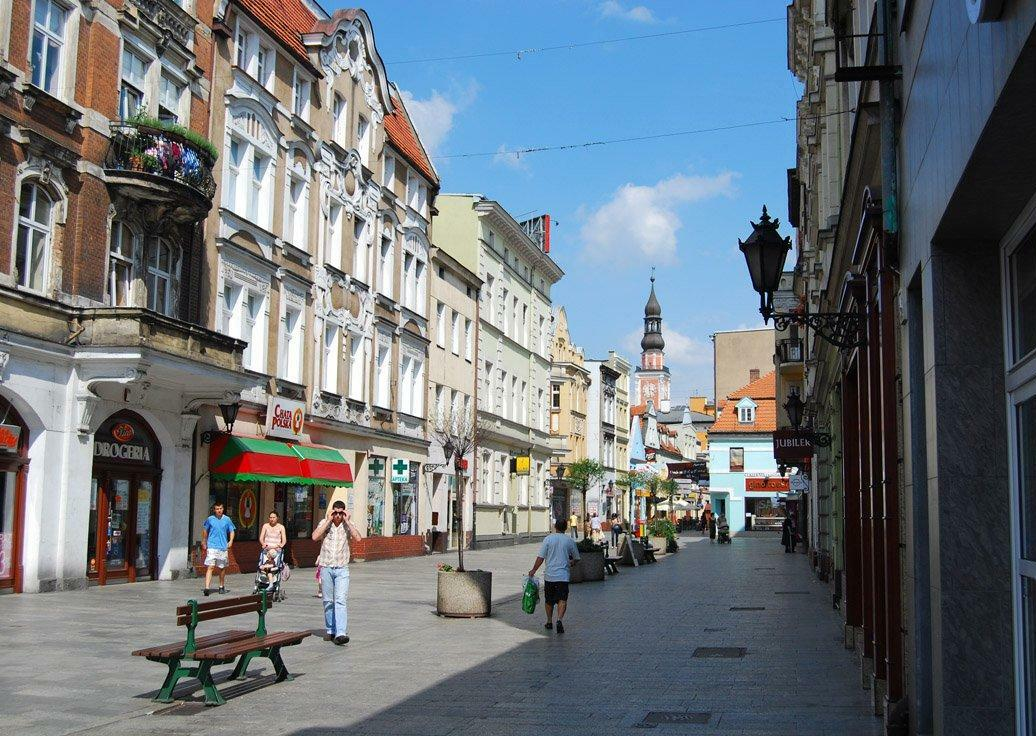
Dans la vieille ville.

- Batouri (Cameroun)
- Dachau (Allemagne)
- Deurne (Pays-Bas)
- St. Pölten (Autriche)
- Suhl (Allemagne)
- Montluçon (France)
- Sisak (Croatie)

## Personnalités
- Stephan Born (1824–1898), homme politique socialiste ;
- Ottomar Anschütz (1846–1907), photographe et un inventeur ;
- Paul Cinquevalli (1859–1918), jongleur ;
- Albert Moll (1862–1939), psychiatre ;
- Leo Baeck (1873–1956), rabbin, érudit et chef de file du judaïsme progressiste ;
- Peter Lindbergh (1944–2019), photographe de mode, portraitiste et réalisateur ;
- Mateusz Mróz (né en 1980), coureur cycliste.